# Sinusite odontogena

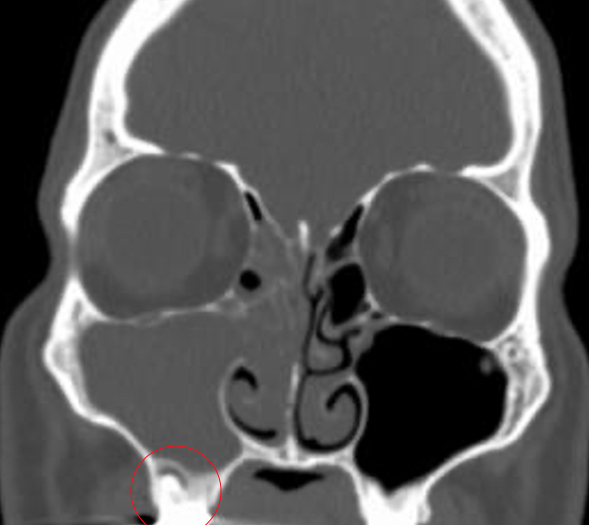

La sinusite odontogena (in inglese: odontogenic sinusitis, acronimo ufficiale ODS) è un tipo di sinusite (cioè di infiammazione dei seni paranasali) causata da infezioni dentali o procedure odontoiatriche. Questa malattia, che costituisce circa il 10-12% di tutti i casi di sinusite cronica, colpisce principalmente il seno mascellare, sito in stretta prossimità dei denti dell'arcata superiore.

## Eziologia
La sinusite odontogena è considerata una sinusite di tipo secondario, poiché il processo infettivo non è inizia in modo primitivo dai seni paranasali. La sinusite odontogena ha un'eziologia correlata a infezioni dentali o procedure odontoiatriche. Studi preliminari suggeriscono che la sinusite odontogena possa avere meccanismi biologici diversi dalla quelli della classica rinosinusite, acuta o cronica. Patologie dentali come parodontite, ascessi periapicali o carie dentale (in casi particolarmente gravi) possono determinare una sinusite odontogena. Allo stesso modo, anche le procedure dentistiche come le estrazioni, il posizionamento di impianti o le cure canalari, in particolare se coinvolgono i denti posteriori dell'arcata superiore, possono causare questa patologia. Studi microbiologici hanno inoltre stabilito che i batteri anaerobi sono più frequentemente coinvolti nei casi di sinusite odontogena rispetto ai casi di rinosinusite acuta o cronica classica.

## Presentazione clinica
I pazienti con sinusite odontogena possono presentare sintomi simili a quelli di altre forme di sinusite, come congestione nasale, secrezione nasale purulenta (rinorrea), dolore o senso di pressione facciale e un ridotto senso dell'olfatto (iposmia). Tuttavia, la presenza di dolore a livello dentale, la percezione di cattivo odore (cacosmia) o una storia clinica di recenti procedure dentistiche possono suggerire una origine odontogena. Spesso le sinusiti odontogene sono unilaterale e colpiscono solo il lato in cui sussiste il problema dentale. Non è tuttavia infrequente che il processo infettivo si diffonda progressivamente dal seno mascellare agli altri seni e persino al lato opposto.

## Diagnosi
La diagnosi di sinusite odontogena è spesso impegnativa e richiede un approccio multidisciplinare che coinvolge otorinolaringoiatri e odontoiatri. L’esame clinico, comprensivo di endoscopia nasale, e l’anamnesi del paziente sono ovviamente centrali per la diagnosi. Le indagini radiologiche (radiografie panoramiche dentali e tomografia computerizzata tradizionale e cone beam), possono aiutare a visualizzare i seni mascellari e la loro relazione con le strutture dentali, identificare patologie dentali e valutare l'entità del coinvolgimento dei seni.

## Trattamento
La cura della sinusite odontogena richiede il trattamento sia della condizione dentale sottostante e che del processo infiammatorio dei seni paranasali. Può richiedere pertanto ulteriori procedure odontoiatriche come trattamenti canalari, estrazioni o terapie parodontali. Antibiotici, corticosteroidi nasali e lavaggi nasali possono essere utilizzati per controllare i sintomi, sebbene il loro ruolo nel trattamento definitivo della sinusite odontogena non sia ancora chiaro. In alcuni casi, può essere necessaria la chirurgia endoscopica dei seni paranasali (in inglese endoscopic sinus surgery, ESS), in particolare se la gestione medica fallisce o se si determina una complicanza che coinvolge orbita o strutture intracraniche.

## Prognosi
Con un trattamento appropriato, la sinusite odontogena ha una prognosi generalmente buona. Tuttavia, se la malattia non viene trattata o gestita adeguatamente, si possono verificare complicanze quali l'estensione dell'infezione ad altri seni, all'orbita o alle strutture intracraniche. Un trattamento inefficace espone inoltre il paziente al rischio di progressione dei sintomi, con un significativo impatto sulla qualità della vita.

## Epidemiologia
Si stima che la sinusite odontogena rappresenti il 10-12% di tutti i casi di sinusite cronica. Può verificarsi a qualsiasi età, ma è più comune negli adulti a causa della maggiore prevalenza della malattia parodontale e delle procedure odontoiatriche. Non esiste una predominanza di genere nota per questa patologia.

## Indirizzi di ricerca futuri
La ricerca attuale sulla sinusite odontogena è focalizzata sul miglioramento dei metodi diagnostici, sullo studio dei suoi aspetti microbiologici e sull’ottimizzazione delle strategie di trattamento. Non da ultimo, anche in questo campo sono in corso studi sul ruolo di nuove tecnologie come l'intelligenza artificiale.